# Joana Elisabet de Holstein-Gottorp

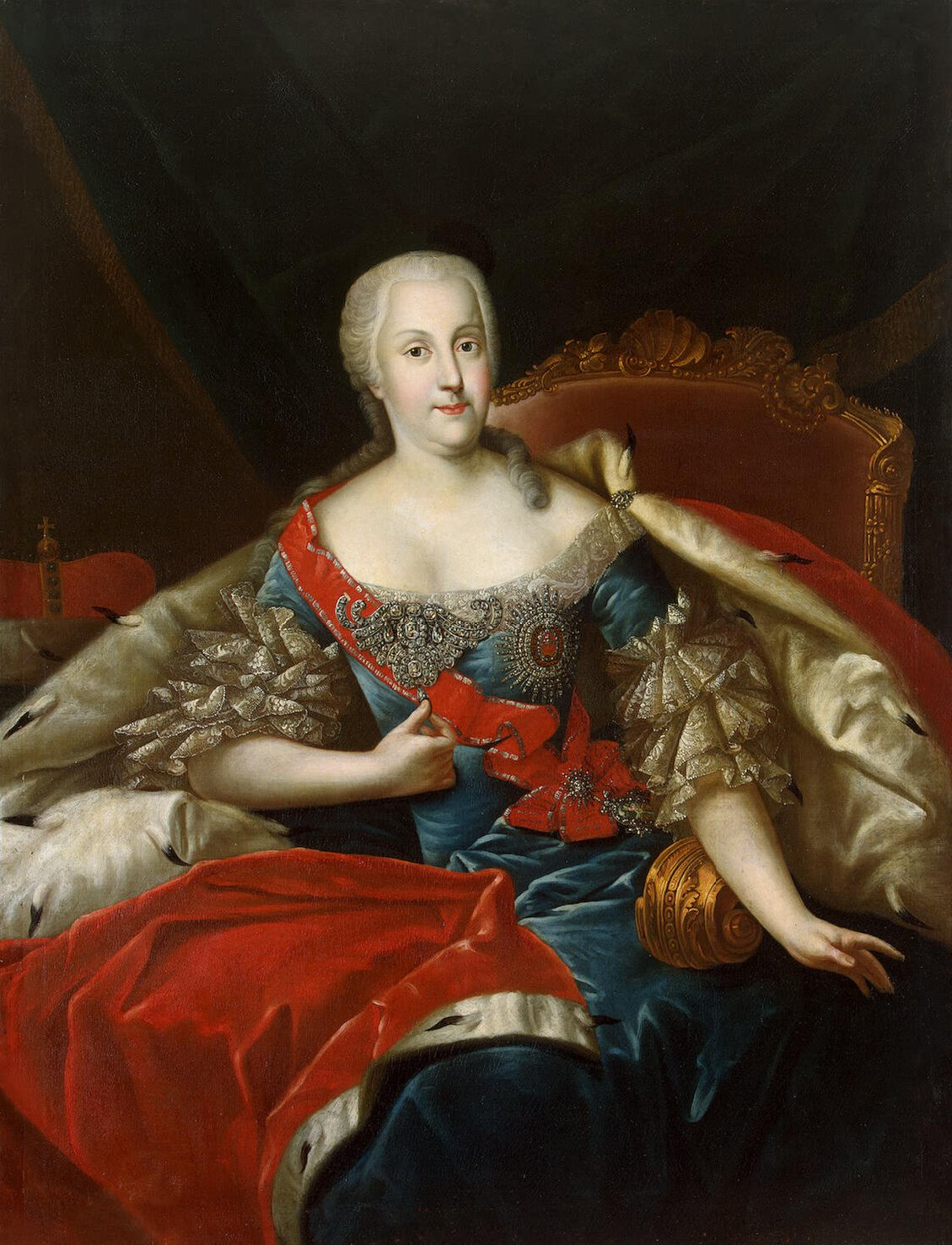
Joana Elisabet de Holstein-Gottorp.

Joana Elisabet de Holstein-Gottorp (en alemany Johanna Elisabeth von Schleswig-Holstein-Gottorf) va néixer al palau de Gottorf (Alemanya) el 24 d'octubre de 1712 i va morir a París el 30 de maig de 1760. Era filla del príncep Cristià August de Holstein-Gottorp (1673-1726) i d'Albertina Frederica de Baden-Durlach (1683-1755).
Joana Elisabet, quan el seu germà Adolf Frederic va ser elegit com a successor del tron de Suècia, conscient que ella havia estat casada amb un home de rang inferior al seu, va procurar per tots els mitjans casar algun dels seus fills amb alguna família reial. Cosa que va aconseguir amb Sofia Augusta, convertida en tsarina de Rússia en casar-se amb Pere III de Rússia. Amb tot, ella no va ser ben acceptada a la Cort del tsar i un cop fet el casament en va ser apartada, fins a prohibir-li veure la seva filla.
Vídua el 1747, es retirà a París on residí fins a la seva mort.

## Matrimoni i fills
El 8 de novembre de 1727, amb poc més de 15 anys, es va casar amb Cristià August d'Anhalt-Zerbst (1690-1747), un general de l'exèrcit prussià fill del príncep Joan Lluís I d'Anhalt-Zerbst (1656-1704) i de Cristina Elionor de Zeutsch (1666-1699). El matrimoni va tenir cinc fills:
- Sofia Augusta (1729−1796), que adoptà el nom de Caterina en casar-se amb Pere III de Rússia (1728−1762), convertint-se així en tsarina de Rússia.
- Guillem Cristià (1730-1742)
- Frederic August (1734−1793), casat primer amb la princesa Carolina de Hessen-Kassel (1732-1759) i després amb Frederica Augusta d'Anhalt-Zerbst (1744-1827).
- Augusta Cristina, nascuda i morta el 1736.
- Elisabet Ulrica (1742-1745)